# 1 Tessalonicenses 2
1 Tessalonicenses 2 é o segundo capítulo da Primeira Epístola aos Tessalonicenses, de autoria do Apóstolo Paulo (com o apoio de Silas e Timóteo), que faz parte do Novo Testamento da Bíblia.

## Estrutura
1. Paulo recorda as características de seu ministério
a) Como valoroso, sincero, temente a Deus, veraz e abnegado, v. 2-5
b) Como humilde, amável, afetuoso, trabalhador, irrepreensível e paternal, v. 6-12
c) Referência à docilidade e aos sofrimentos da igreja, v. 13,14
d) Referência ao seu desejo de visitar a igreja e ao fato de se gloriar neles, v. 17-20

## Manuscritos originais
- O texto original é escrito em grego Koiné.
- Alguns dos manuscritos que contém este capítulo ou trechos dele são:
  - Papiro 46
  - Papiro 65
  - Codex Vaticanus
  - Codex Sinaiticus
  - Codex Alexandrinus
  - Codex Ephraemi Rescriptus
  - Codex Freerianus
  - Codex Claromontanus
- Este capítulo é dividido em 20 versículos.